# NGC 1639
NGC 1639 é um sistema estelar triplo na direção da constelação de Eridanus. O objeto foi descoberto pelo astrônomo John Herschel em 1835, usando um telescópio refletor com abertura de 18,6 polegadas. 